# Дадаев, Муслим Вахаевич
Мусли́м Ваха́евич Дада́ев (май 1988 года, посёлок Гикало, Грозненский район, Чечено-Ингушская АССР, РСФСР, СССР) — российский борец вольного стиля, чемпион России (2005) и Европы среди юношей (2005), член сборной команды России, обладатель Кубка мира (Каспийск, 2011).

## Биография
Чеченец. Родился в мае 1988 года в посёлке Гикало Грозненского района. Чтобы спасти семью отец перед второй чеченской войной вывез её в Пензу. Там они прожили до 2002 года.
После возвращения на родину Муслим захотел заниматься вольной борьбой. В посёлке Гикало секции не было, поэтому он стал тренироваться в соседнем селе Пригородное у тренеров У. Сулейманова и М. Муртазалиева.
В 2003 году вошёл в состав сборной республики по вольной борьбе. В 2005 году стал чемпионом России и Европы среди юношей. В 2011 году в Каспийске стал обладателем Кубка мира. Серебряный призёр Гран-при «Иван Ярыгин» в Красноярске в 2016 году.
Окончил юридический факультет Чеченского государственного университета.

## Семья
- Отец Ваха — строитель;
- Мать Луиза — домохозяйка.